# Герб Болградського району
Герб Болградського району — офіційний символ Болградського району, затверджений 23 квітня 2009 р. рішенням сесії районної ради. За основу було взято герб міста Болград румунських часів.

## Опис

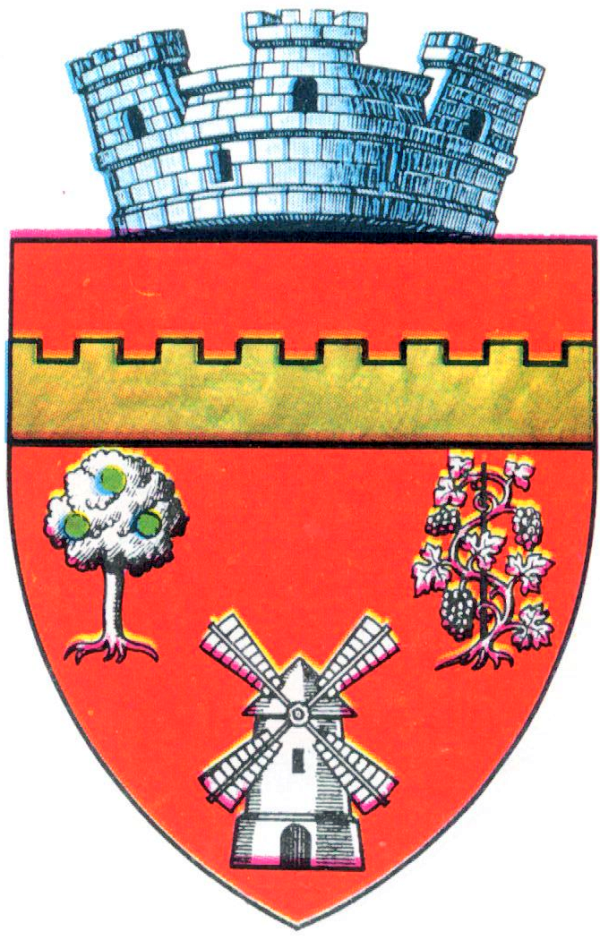
Герб Болграда у румунський період

На червоному полі золота підвищена горизонтальна зубчаста балка. Під балкою срібний млин, над яким справа срібне фруктове дерево, зліва срібна виноградна лоза; над балкою три срібні лілеї в ряд. З боків і знизу щит облямований вінком із золотого колосся, обвитого зеленою виноградною лозою.